# Vertrag von Buzançais
Durch den Vertrag von Buzançais vom 17. November 1412 erkauften die Herzöge Johann von Berry und Karl von Orléans den Abzug der englischen Truppen unter dem Oberbefehl des Herzogs von Clarence, des zweiten Sohn des englischen Königs Heinrich IV., nachdem sie im Vertrag von Bourges im Mai des Jahres sich deren Unterstützung gesichert hatten.
Die Aufhebung des Vertrags von Bourges (oder Eltham) war erforderlich geworden, nachdem die Armagnacs und die Bourguignons sich im August im Vertrag von Auxerre darauf verständigt hatten, keine ausländische Hilfe in Anspruch zu nehmen.
Siehe auch: Bürgerkrieg der Armagnacs und Bourguignons